# Verfeuil
Verfeuil település Franciaországban, Gard megyében. Lakosainak száma 594 fő (2022. január 1.). Verfeuil Cornillon, Fontarèches, Goudargues, Lussan, La Roque-sur-Cèze, Saint-André-d’Olérargues, Saint-Laurent-la-Vernède és Saint-Marcel-de-Careiret községekkel határos.

## Népesség
A település népessége az elmúlt években az alábbi módon változott:
| Lakosok száma | 342  | 377  | 460  | 518  | 619  | 615  | 600  | 604  | 600  | 594  |
|               | 1968 | 1982 | 1990 | 2006 | 2013 | 2015 | 2017 | 2019 | 2020 | 2022 |